# Biserica Pogorârea Sfântului Duh din Iași
Hram: Pogorârea Sfântului Duh (Cincizecimea)
Adresa: str. Plopii fără soț

## Scurt istoric
Ctitorul acestui sfânt locaș este Domnitorul Moldovei Ioan Teodor Calimachi (1758-1761). Biserica a fost resfințită la data de 14 iunie 1998 de către Î.P.S. Mitropolit Daniel al Moldovei și Bucovinei.